# مرورگر ذن
مرورگر ذِن (انگلیسی: Zen Browser) یک انشعاب آزاد و متن‌باز از موزیلا فایرفاکس است که در سال ۲۰۲۴ معرفی شده است